# Europe & Me Magazine
Das Europe & Me Magazine (E&M) ist ein europäisches, in englischer Sprache geschriebenes Onlinemagazin, das sich überwiegend europäischen Themen widmet.

## Profil
Gegründet wurde das Magazin im September 2007 im Rahmen einer Projektarbeit des Studienkollegs zu Berlin. Seit Juli 2008 erscheint das Magazin im Vierteljahresrhythmus. Es wird von derzeit acht Redakteuren und neunzig Autoren aus ganz Europa auf ehrenamtlicher Basis erstellt.
Die Beiträge lassen sich keiner politischen Richtung zuordnen. Die Grundtendenz ist jedoch deutlich europhil und pro-europäisch, wie dem Mission Statement von E&M zu entnehmen ist: Die Redaktion hat sich das Ziel gesetzt die Herausbildung einer europäischen Öffentlichkeit zu fördern und mit ihren journalistischen Beiträgen zur intra-europäischen Verständigung und Identitätsbildung beizutragen. Um dieses Ziel zu erreichen müsse Europa persönlicher werden. Entsprechend weicht das Magazin von der klassischen Ressortaufteilung ab und ist in die Bereiche „Brain“, „Heart“, „Diaphragm“, „Baby“ und „Legs“ gegliedert.
Ein ähnliches Profil wie E&M haben das Indigo Magazine sowie die Onlinezeitung Café Babel. Anders als E&M erscheinen diese jedoch nicht ausschließlich auf Englisch, sondern werden teilweise in mehrere europäische Sprachen übersetzt.

## Auszeichnungen
- European Charlemagne Youth Prize: National Winner 2010, vergeben vom Europäischen Parlament[5]
- European Charlemagne Youth Prize: First Prize 2011, vergeben vom Europäischen Parlament[6]